# Андреа Гейл (судно)
«Андреа Гейл» (англ. Andrea Gail) — рыболовное коммерческое судно, пропавшее в море со всем экипажем во время Хэллоуинского шторма 1991 года. Судно из города Глостер (Массачусетс) с шестью членами экипажа на борту вело промысел в северной части Атлантического океана. Последнее известное местоположение судна на 28 октября 1991 года — 290 км (180 миль) севернее острова Сейбл. История «Андреа Гейл» и её экипажа стала основой книги 1997 года «The Perfect Storm» Себастьяна Юнгера и снятого по ней в 2000 году одноимённого фильма.

## О суднеAndrea Gail
Andrea Gail было 22-метровым промысловым рыболовным судном, построенным в Панама Сити, штат Флорида в 1978 году и принадлежавшим Роберту Брауну. Порт приписки — Марблхед, Массачусетс. Судно швартовалось в Глостере (Массачусетс), где разгружался улов и пополнялись запасы пищи и топлива, и находилось там до следующего выхода в плавание. Первоначальное название судна — «Miss Penny».

## Исчезновение в море

### Последнее плавание
Andrea Gail начало своё последнее плавание из Глостер Харбор, Массачусетс, 20 сентября 1991 года, направляясь к Большой Ньюфаундлендской банке у берегов восточной части Канады. После плохого улова капитан Фрэнк У. «Билли» Тайн-младший направился на восток к Флемиш Кейп, где, как он считал, им повезёт больше. Несмотря на прогноз погоды, предупреждающий об опасных условиях, капитан взял курс домой только 26-27 октября 1991 года. Известно, что машина для производства льда на судне вышла из строя и не могла сохранять улов дольше. Это считается ключевым фактором в решении отправиться домой 26 октября.

### Исчезновение
Последний доклад от Andrea Gail был получен около 18 часов 28 октября 1991 года. Капитан Тайн связался по рации с Линдой Гринлоу, капитаном судна Ханна Боден, принадлежащего той же компании, и дал свои координаты: 44°00′ с. ш. 56°40′ з. д., или 261 км (162 мили) к востоку от острова Сейбл. Он также дал отчёт о погоде, указывающий на волны высотой 9,1 метра и порывами ветра до 80 узлов (150 км/ч). Последними записанными словами Тайна, были: «She’s comin' on, boys, and she’s comin' on strong (Она идет на нас, мальчики, и она идет мощно)». Юнгер сообщил, что шторм создал волны более 30 метров в высоту, но океанский метеобуй зарегистрировал пик волн высотой только 12 метров, и поэтому волны высотой 30 метров были признаны «маловероятными» научным изданием Science Daily. Тем не менее, данные из серии метеорологических буёв, ближайших к последнему известному местоположению судна, показали с 28 по 30 октября 1991 года пик волн высотой более 18 метров.
Никаких других сообщений от судна не поступало, и не было других кораблей, которые смогли с ним связаться.

### Поисковая операция
30 октября 1991 года было сообщено, что судно потеряно. Обширные воздушная и морская поисковые операции были начаты силами 106-го спасательного крыла ВВС национальной гвардии Нью-Йорка, береговой охраны Соединённых Штатов и канадской береговой охраны. Поиск в конечном итоге покрыл более 86 000 квадратных морских миль (295 000 км²).
6 ноября 1991 года был обнаружен аварийный радиобуй глобальной морской системы связи и безопасности, сбрасываемый  при бедствии (ГМССБ), и принадлежащий Andrea Gail. Буй был выброшен на берег острова Сейбл. Аварийный радиобуй был разработан с таким расчётом, чтобы автоматически посылать сигнал бедствия при контакте с морской водой, но персонал Канадской береговой охраны, который нашёл радиобуй, «окончательно не определился: был ли переключатель управления включён или выключен». Власти прекратили операцию по поиску судна 9 ноября 1991 года в связи с низкой вероятностью того, что кто-то из экипажа выжил.
Бочки с топливом, топливный бак, аварийный радиобуй, пустой спасательный плот и некоторые другие плавающие обломки были найдены после кораблекрушения. Предположительно, корабль затонул в море где-то в районе континентального шельфа возле острова Сейбл.

### Экипаж судна
Все шесть членов экипажа погибли в море:
- Френк Уильям «Билли» Тайн-младший. (Капитан), 34 года[1] из Глостера;
- Майкл «Багси» Моран, 36 лет[1], Флорида;
- Дэйл «Мёрф» Мёрфи, 30 лет[1], Брадентон Бич, Флорида;
- Альфред Пьер, 32 года[1], Нью-Йорк;
- Роберт «Бобби» Шэтфорд, 30 лет[1], Глостер (Массачусетс);
- Дэвид «Салли» Салливан, 29 лет[1], Глостер (Массачусетс).

## В средствах массовой информации
- История Andrea Gail и членов её экипажа вдохновила Себастьяна Юнгера в 1997 году на книгу Идеальный шторм, по которой в 2000 году сняла фильм компания Warner Brothers. Во время съёмок было использовано родственное с Andrea Gail судно Lady Grace.
- В фанатском клипе к песне "Reise, Reise" из одноимённого альбома группы Rammstein присутствует это судно, точнее кадры из фильма Идеальный шторм[5].
- Модель Andrea Gail, построенная Полом Граном, включена в выставку музея Кейп Энн в Глостере.[6]